# Morfogénesis craneofacial
El desarrollo craneofacial es un proceso morfogenético complejo mediado por células derivadas de la cresta neural, el endodermo, el mesodermo y el ectodermo. El conocimiento sobre la genómica, epigenómica y los mecanismos moleculares involucrados en la evolución normal o patológica de este proceso ha incrementado rápidamente en los últimos 15 años, gracias a la aplicación de tecnología genómica, avances en el modelado computacional y la disponibilidad de bases de datos craneofaciales.

## Genética y mecanismos moleculares de la morfogénesis craneofacial
Los estudios de mapeo de genes han proporcionado a los investigadores genes candidatos para revelar aspectos de la morfología facial, además de brindar conocimiento sobre las poblaciones celulares y tejidos sobre los cuales la expresión de estos genes ejerce un efecto significativo. Estos hallazgos no sólo han ayudado a dilucidar los mecanismos genéticos implicados en el desarrollo normal del macizo craneofacial, sino también han brindado conocimiento de la etiología de algunos trastornos craneofaciales.

### Patrones de transcripción para la identidad posicional de las células de la cresta neural craneal (CCNC)
Las CCNC siguen vías migratorias conservadas entre las especies de vertebrados. Las CCNC originadas en el diencéfalo y mesencéfalo anterior migran hacia el proceso frontonasal, mientras que las originadas del mesencéfalo posterior y el rombencéfalo, subdividido transitoriamente en rombómeros, colonizan los arcos faríngeos. La identidad posicional de las subpoblaciones de las CCNC es establecida por un conjunto de factores de transcripción de homeodominio. En simultáneo, la mesénquima lateral al rombómero 3 y 5 inhibe ciertos patrones migratorios de las CCNC por medio de la función del receptor tirosina cinasa Erbb4. Otros factores que intervienen en la migración de las CCNC son los receptores tirosina cinasa Eph y los receptores de semaforinas. Por otro lado, Twist y Tbx1 son requeridos como guía para la adecuada segregación de las CCNC del primer y segundo arco faríngeo.

#### GenesHOX
La identidad posicional anteroposterior de las CCNC es coordinada por la expresión de factores de transcripción de la familia de genes HOX. Por ejemplo, el dominio de expresión Hoxa2 tiene su límite anterior entre r1 y r2.
Hoxa2 participa en la morfogénesis del segundo arco faríngeo mediante la modulación de la competencia de las CCNC post-migratorias para responder a señales locales, como el factor de crecimiento de fibroblastos. Este evento va acompañado de la regulación negativa, directa o indirecta, de factores de transcripción normalmente expresados en el primer arco faríngeo, tales como PITX1, LHX6, SIX2, ALX4, BAPX1 Y BARX.
La represión de Hoxa2 en el proceso frontonasal y en los huesos en desarrollo de la calvaria es generada por la proteína de unión especial a secuencias ricas en AT de tipo 2 (SATB2).

#### GenesDLX
Los genes de la familia DLX ofrecen información sobre las CCNC y su polaridad intra-arco a lo largo del eje dorso-ventral. 
En el primer arco faríngeo, DLX1 y DLX2 se expresan en los procesos maxilar y mandibular. DLX5 y DLX6 se expresan únicamente en el proceso mandibular y DLX3 y DLX4 se restringen al extremo más distal del proceso mandibular. Dlx5 y Dlx6 inducen y mantienen la expresión de genes involucrados en el desarrollo del proceso mandibular. Entre estos genes podemos encontrar HAND1/2, ALX3/4, PITX1, GBX2, BMP7 y EVF2. Por otro lado, Dlx1 y Dlx2 inducen la expresión en el proceso maxilar de los genes POU3F3, FOXL2 y IRX5.
La endotelina 1, secretada por células del ectodermo, mesodermo y endodermo de los arcos faríngeos, inicia un mecanismo de señalización dependiente de Dlx5 y Dlx6, motivo por el cual se ha evidenciado en ratones que la inactivación dirigida de endotelina 1 o de su receptor inducen malformaciones en elementos de la zona ventral de los arcos faríngeos.

#### GenPAX3
Las variantes genéticas comunes en PAX3 se asociaron con la forma de la parte superior de la nariz, ubicada entre los ojos. Mutaciones en PAX3 pueden resultar en el Síndrome de Waardenburg Tipo 1, donde una de las características es la dismorfología del área nasal previamente descrita.
En un estudio reciente de Claes et al. se identificaron en todo el genoma 38 loci significativos para el desarrollo craneofacial. A partir de un novedoso enfoque, basado en la medición de datos obtenidos de imágenes faciales en 3D, se obtuvo información de 15 loci que contienen genes que se han implicado en el desarrollo craneofacial temprano y en los síndromes craneofaciales humanos. Entre estos genes se pueden observar a TBX15, SOX9, PAX3 y DLX6. Además, la expresión de estos genes no sólo fue evidenciada en diversas regiones del rostro de las 63 determinadas en el estudio, sino que también se mostró que las variantes en estos loci muestran alta actividad génica en las CCNC. Otro hallazgo relevante fue que los efectos de las variantes genéticas en la morfología facial tienden a ser muy específicos, incluso dentro de un único componente estructural como la nariz. Por ejemplo, el gen KCTD15 mostró un efecto local limitado a la punta nasal, mientras los patrones de expresión del gen SUPT3H regirían la forma de las partes laterales del puente nasal. Estos resultados cobran relevancia debido a que KCTD15 es un gen codificante de proteína que inhibe la actividad transcripcional de AP2. Este último ha sido implicado en la formación de la cresta neural. Los 15 loci reportados se encuentran cerca de regiones enriquecidas con alta señal de H3K27ac in cultivo de células de la cresta neural craneal humana.

#### GenEGR1
Los genes de la familia de respuesta de crecimiento temprano EGR1, EGR2, EGR3, y EGR4 regulan la expresión génica en respuesta a señales mitogénicas de diversos tipos celulares. EGR1 ha sido implicado en el desarrollo del cartílago craneal en pez cebra y se han identificado patrones tempranos de expresión en cartílagos craneales de ratón.

## Epigenómica de la morfogénesis craneofacial
En los tejidos craneofaciales en desarrollo se puede determinar la presencia de promotores bivalentes, los cuales reflejan dos escenarios: genes que tienen patrones de expresión restringidos en estos tejidos o genes preparados para una rápida activación durante la morfogénesis. Estos dominios asociados a señales de activación y represión conjunta, analizados por la presencia de H3K27ac, H3K4me3 y H3K27ame3, han sido reportadas en arcos faríngeos de ratón y constituyen marcadores importantes de la regulación de la identidad posicional de las CCNC.
En un estudio realizado por Wilderman et al. se identificaron 189 factores de unión al ADN con base en el estado de la cromatina. Entre estos genes, se reportaron 7 asociados a regiones bivalentes entre 5Kb del sitio de inicio de la transcripción, incluyéndose a los genes EGR1, COX7A1, TWIST2, LHX, SIX1, TCF12 y de la familia HOX. Entre los factores de unión al ADN estudiados que poseen dominios bivalentes en células craneofaciales embrionarias humanas y en células craneofaciales del desarrollo temprano en ratones se pueden encontrar: ALX1, ALX3, ALX4, BARX, DLX1-6, EBF2-3, EMX2, FOXC2, FOXD2, FOXF1, HMX1, HOXA2-3, MSX1-2, PAX3, PAX7, PAX9, TBX18 y TBX12.

## Modelo animal para el estudio de la morfogénesis craneofacial
A pesar de la existencia de estructuras únicas, se ha demostrado que las vías de señalización y eventos celulares fundamentales que rigen el desarrollo craneofacial en el embrión son altamente conservadas entre vertebrados. Ello ha permitido proponer al pez cebra como modelo de estudio de la biología de la cresta neural y la morfogénesis craneofacial. Las ventajas que ofrece este modelo incluyen las a continuación listadas: 
1. Esqueleto simplificado durante las etapas larvales.[13]
2. Acceso a embriones de rápido desarrollo.[13]
3. Capacidad para la transgénesis.[13]
4. La transparencia de los embriones de pez cebra permiten la obtención de imágenes mediante microscopía confocal de alta resolución y la realización de mapas de destino celular de la cresta neural.[2] Asimismo, los cartílagos de la larva de pez cebra poseen una o pocas capas de grosor, facilitando su visualización en larvas vivas por medio de marcadores transgénicos fluorescentes expresados en condrocitos.[13]
5. Desarrollo de marcadores para identificar la respuesta a señales extracelulares relevantes durante la determinación de patrones craneofaciales, incluyendo BMP, FGF, WNT y Hedgehog.[14]
6. Elaboración de ensayos con alelos hipomórficos con el objetivo de revelar el rol de genes cuya pérdida total conduce a la muerte antes del desarrollo craneofacial.[2]

La mandíbula de la larva de este pez es evolutivamente homóloga a los osículos del oído medio de los mamíferos. La parte posterior del cartílago de Meckel y la del cartílago palatocuadrado corresponden a los huesos martillo y yunque de los mamíferos. El extremo anterior del neurocranio es un modelo para el paladar duro de los mamíferos.
El pez cebra adulto posee los mismos patrones de sutura observados en mamíferos. Por ejemplo, los dos huesos frontales se encuentran separados por la sutura interfrontal. Asimismo, se separan de los huesos parietales por las suturas coronales bilaterales. Finalmente, los huesos parietales se encuentran divididos por la sutura sagital a nivel de la línea media y en la zona posterior por la sutura lamboidea.
La red reguladora de genes que gobierna la diferenciación del peridermo oral de mamíferos, responsable de los patrones de expresión de genes asociados con el riesgo de paladar hendido, comparte características con la red del peridermo del pez cebra. Mutantes de esta especie para componentes de las vías de señalización de Pdgf, Shh o Bmp muestran fenotipos de línea media o de hendidura que se parecen a los de sus homólogos mamíferos.